# خوسه خواکین روخاس
خوسه خواکین روخاس (اسپانیایی: José Joaquín Rojas‎؛ زادهٔ ۸ ژوئن ۱۹۸۵) دوچرخه‌سوار اهل اسپانیا است.
از باشگاه‌هایی که در آن رکاب زده‌است می‌توان به تیم موویستار اشاره کرد.